# Katni (district)
Katni is een district van de Indiase staat Madhya Pradesh. Het district telt 1.063.689 inwoners (2001) en heeft een oppervlakte van 4947 km².
Hoofdstad: Bhopal
Districten: